# Le Voleur (roman de North)
Pour les articles homonymes, voir Le Voleur.
Le Voleur (titre original : The Thief) est un roman court de science-fiction écrit par Catherine Webb sous le pseudonyme de Claire North, paru en 2015 puis traduit en français et publié aux éditions Le Bélial' en 2022. Il est le deuxième livre de la série La Maison des Jeux. 

## Résumé
Remy Burke est un joueur de la Haute Loge de la Maison des Jeux. En cela, il fait partie d'un cercle très restreint de joueurs car cette loge est inaccessible au commun des joueurs, au contraire de la Basse Loge qui elle accueille n'importe quelle personne désirant jouer.
En 1938, à Bangkok, un soir où il a abusé d'alcool, il accepte un jeu face à Abhik Lee, un asiatique. Quand il se réveille le lendemain, c'est Argent, un très ancien joueur, qui lui révèle ce qu'il a accepté la veille : une partie de cache-cache se déroulant dans la Thaïlande tout entière, avec tout d'abord Remy en tant que chassé et Abhik Lee en chasseur, puis une fois que le chasseur a touché le chassé, les rôles seront inversés ; le gagnant final sera le chassé ayant réussi à se cacher le plus longtemps. Dans ce pays où les habitants sont très peu habitués à voir des visages non asiatiques, les chances pour que Remy, un Européen, parvienne à se dissimuler durant une longue période sont très faibles. Néanmoins, envers et contre tous, Remy va se battre jusqu'à l'épuisement pour tenter de ne pas perdre ce qu'il a misé : sa mémoire en échange de vingt années de vie. Durant sa fuite, il rencontre Thene, une joueuse ancienne, dont il parvient à obtenir des informations sur Abhik Lee et les différentes parties qu'il a joué dans le passé, en échange d'un service à lui rendre un jour dans le futur. Il se rend ensuite dans la Maison des Jeux pour rencontrer Godert Van Zuylen, le dernier joueur qu'Abhik Lee a affronté avant cette partie de cache-cache et contre lequel il a perdu. Remy lui propose un jeu afin de savoir ce qu'Abhik Lee a perdu ou reçu au cours de cette partie. Godert Van Zuylen choisit les échecs. Remy gagne et apprend qu'Abhik Lee a acquis la lésion de la cornée de Godert Van Zuylen. Remy enquête ensuite dans toutes les pharmacies de Bangkok et découvre qu'une d'entre elles a livré une très grosse quantité d'Oculimol à la Maison des Jeux. Remy se laisse ensuite attraper facilement et, une fois devenu chasseur, il se rend à nouveau dans la Maison des Jeux dans laquelle il trouve Abhik Lee, ce qui fait de Remy le vainqueur de la partie.
Remy rencontre ensuite la Maîtresse des Jeux et il comprend que cette dernière a accepté qu'Abhik Lee se cache dans la Maison des Jeux dans l'espoir de sa victoire, ce qui aurait alors fait de lui une pièce majeure. Elle lui dévoile qu'Argent rassemble des pièces, laissant imaginer un affrontement futur entre ce très grand joueur et la Maîtresse des Jeux.